# Лапатка, Якуб
Якуб Лапатка (Яков Яковлевич Лопатко) (16 сентября 1944, Витебская область, БССР, СССР — 30 декабря 2024, Хельсинки) — белорусский лингвист, переводчик, лексикограф, писатель.

## Биография
В 1961 году окончил деревенскую школу-десятилетку. В школьные годы, во время поездок к родственникам в Карелию, выучил карельский язык.
В 1967 году поступил в Минский государственный институт иностранных языков (в настоящее время Минский государственный лингвистический университет), где получил специальность переводчика с английского и испанского языка.
Двадцать лет работал учителем испанского языка в средней школе № 5 города Новополоцка. В соответствии с квалификационной системой того времени — учитель высшей категории. Из своих учеников создал кружок переводчиков на белорусский язык. Переводы детей печатались в периодике и литературных сборниках. Составил первый испанско-белорусско-русский словарь для школьников. Несколько лет этим словарем пользовались ученики и учителя испанского языка Беларуси.
Самостоятельно начал изучение финского языка. В 1993 году по приглашению Союза переводчиков Финляндии прибыл на стажировку в Хельсинки. Прошёл пятисеместровый курс финского языка и диалектологии, куда после соответствующего экзамена был принят сразу на последний, пятый курс.
Несколько лет работал в Хельсинкском университете, преподавал белорусский язык на факультете славистики, также был референтом-переводчиком в Институте мировой культуры при Хельсинкском университете. Является первым и единственным финско-белорусским переводчиком.
В 2015 году осуществил перевод на белорусский язык карело-финского поэтического эпоса Калевала. Всего издал более тридцати книг переводов с финского, немецкого, французского, испанского, староиспанского, старопортугальского, старошведского, латинского на белорусский и русский языки, а также ряд собственных работ: словарей, разговорников, грамматических очерков и пособий для изучающих финский язык.
Умер 30 декабря 2024 года в Хельсинки в возрасте 80 лет.

## Переводы на русский
- Флинк Тойво Домой в ссылку (2011)[7]
- Хавио Мартти Священные рощи Ингерманландии. Загадка Сампсы Пеллервойнена (2013)[8]
- Паулахарью Самули[фин.] Велоэкспедиция по Ингерманландии (2014)[9]
- Конкка Юхани Огни Петербурга (2014)[10]
- Конкка Юхани Мы герои (2015)[11]
- Халтсонен Суло Старый Дудергоф и Лемболово. Vanha Tuutari ja Lempaala (2016)[12]
- Тюнни-Хаавио Аале Мария Инкери, моя Инкери (2019)[13]

## Премии и награды
- Белорусская премия имени Карлоса Шермана для переводчиков
- Финляндская премия «Эпос» за перевод «Калевалы»
- Благодарственное письмо Общества финской литературы
- Почётная медаль Общества финской литературы[1].